# Dolce far niente (A-Clark, Vinny e Iva Zanicchi)
Dolce far niente è un singolo dei produttori discografici italiani A-Clark e Vinny e della cantante italiana Iva Zanicchi, pubblicato il 2 maggio 2025.

## Descrizione
Il brano, scritto da Alessandro Caruso, in arte A-Clark, è prodotto dagli stessi A-Clark e Vinny.

## Promozione
Il 27 aprile 2025 il brano è stato eseguito in anteprima dalla stessa Iva Zanicchi durante la sua intervista nel programma Verissimo, in onda su Canale 5 con la conduzione di Silvia Toffanin. Il 1º maggio la cantante ha eseguito il brano nel corso del programma Dritto e rovescio, in onda su Rete 4 con la conduzione di Paolo Del Debbio.

## Video musicale
Il video musicale è stato pubblicato in concomitanza all'uscita del brano attraverso il canale YouTube della Time Records.

## Tracce
Testi di Alessandro Caruso, musiche di Giuliano Mormino, Giuseppe Castrovinci e Vincenzo Lo Nardo.
1. Dolce far niente – 2:56